# دانشمند (یورغیر)
دانشمند (به ترکی استانبولی: Danişment) یک منطقهٔ مسکونی در ترکیه است که در یورغیر واقع شده‌است.